# Interfaccia video
Un'interfaccia video definisce una modalità di comunicazione fra due dispositivi, normalmente una sorgente e un dispositivo di visualizzazione ma anche fra una sorgente e un dispositivo di memorizzazione o post elaborazione.

## Descrizione
Definire un'interfaccia video standard è indispensabile per permettere a dispositivi di diversi produttori di poter interoperare per permettere la generazione e la visualizzazione di immagini video.
Sono due le componenti di un'interfaccia video:
- specifiche meccaniche, che definiscono le caratteristiche del connettore
- specifiche elettriche, che definiscono le specifiche del segnale trasportato.

Essenzialmente possiamo distinguere tre tipologie di dispositivi che sono dotati di interfaccia video:
- Dispositivo sorgente: dispositivo che crea il segnale video - la direzione del segnale video è uscente
- Dispositivo di visualizzazione o di memorizzazione: è il dispositivo che riceve il segnale della sorgente - la direzione del segnale video è entrante
- Dispositivo di instradamento o post elaborazione: dispositivo che può essere posto fra una o più sorgenti e uno o più dispositivi di visualizzazione - sono contemporaneamente presenti sia uno o più segnali video in ingresso, sia uno o più segnali video in uscita.

In informatica l'interfaccia video standard permette di connettere una scheda video (sorgente) di un produttore ad un monitor (dispositivo di visualizzazione) di un altro produttore.
Un altro esempio di interfaccia video standard è la presa SCART che permette, ad esempio, ad un videoregistratore (sorgente) di inviare il segnale video ad un televisore.
La stessa presa SCART può essere però anche utilizzata per collegare un televisore (sorgente) ad un videoregistratore (dispositivo di memorizzazione) per registrare quanto trasmesso.
Un esempio di post elaborazione è ad esempio uno scaler che collega una sorgente video con una certa risoluzione ad un monitor che necessita di un'altra risoluzione.
In tutti questi casi sarebbe impossibile un'interoperabilità fra dispositivi senza la definizione di interfacce standard che definiscano dei requisiti meccanici ed elettrici ben precisi.

## Tipi di interfacce video standard
In questa tabella troviamo un elenco delle interfacce video standard con i relativi connettori e segnali video. Per una descrizione completa dei segnali video si veda anche la voce video.
| Nome dell'interfaccia video          | Anno di introduzione | Connettore                        | Analogico / digitale | Risoluzione massima (X-pix × Y-pix @ Hz)                                   | Utilizzata per | Note |
| ------------------------------------ | -------------------- | --------------------------------- | -------------------- | -------------------------------------------------------------------------- | --- | --- |
| Video composito (segnale RF)         | 1956?                | 1 connettore d'antenna TV, BNC    | Analogico            | 728 × 576 @ 25 PAL                                                         | Televisori o apparecchiature che ricevono segnale audiovisivo con un singolo connettore                                                                                  | Il connettore d'antenna TV è utilizzato quando il segnale viene codificato in RF per poterlo trasmettere ad un TV utilizzando la connessione d'antenna. I televisori degli anni settanta e ottanta a volte avevano solo il connettore d'antenna, il quale non trasmette solo il segnale video, ma anche quello audio. |
| Video composito (CVBS)               | ?                    | 1 RCA (+2 RCA per l'audio)        | Analogico            | 728 × 576 @ 25 PAL                                                         | Primi home computer degli anni settanta e ottanta. Dispositivi video | |
| S-Video                              | ?                    | Mini-DIN 4-pin                    | Analogico            | 728 × 576 @ 25 PAL                                                         | Commodore VIC-20, C64 e dispositivi video. | |
| SCART                                | 1977                 | SCART 21-pin                      | Analogico            | 728 × 576 @ 25 PAL                                                         | Interfaccia europea unificata audio/video, Commodore Amiga e vari videogiochi                                                                                            | Questa interfaccia unificata consente di trasportare segnali video composito, RGBS, audio stereofonico e a volte (ma non è standard) S-Video. |
| CGA                                  | 1981                 | DE-9                              | Digitale             | 640 × 200 @ 60                                                             | PC con processore 8088, 8086 e 80286 | Le prime schede video avevano un'interfaccia video dedicata e quindi richiedevano un proprio monitor specifico. |
| MDA                                  | 1981                 | DE-9                              | Digitale             | 720 × 350 @ 50                                                             | PC con processore 8088, 8086 e 80286 | Le prime schede video avevano un'interfaccia video dedicata e quindi richiedevano un proprio monitor specifico. |
| HGC                                  | 1982                 | DE-9                              | Digitale             | 720 × 348 @ 50                                                             | PC con processore 8088, 8086 e 80286 | Le prime schede video avevano un'interfaccia video dedicata e quindi richiedevano un proprio monitor specifico. |
| EGA                                  | 1984                 | DE-9                              | Digitale             | 640 × 350 @ 60                                                             | PC con processore 8088, 8086 e 80286 | Le prime schede video avevano un'interfaccia video dedicata e quindi richiedevano un proprio monitor specifico. |
| Amiga video                          | 1985                 | DB23                              | Analogico            | 1280 × 400/512 @ 60/50                                                     | Computer Commodore Amiga | Simile a VGA nella sua componente analogica, ma gestisce anche una segnalazione digitale e +12/+5VDC |
| IBM VGA                              | 1987                 | HD15F                             | Analogico            | 1024 × 768 @ 85                                                            | Introdotta sui PC x86 da IBM. | Non aveva ancora il supporto PnP e utilizzava i 3 bit Monitor-ID per l'identificazione del monitor. |
| VESA VGA                             | 1995                 | HD15F                             | Analogico            | 1600 × 1200 @ 60 su LCD 2048 × 1536 @ 85 su CRT (2560 × 1600 @ 60 teorici) | È l'interfaccia analogica universale utilizzata su tutti i monitor fino all'avvento dell'interfaccia DVI.                                                                | VESA ha aggiunto, all'interfaccia VGA di IBM, il supporto DDC che ha permesso l'impiego PnP facilitando così l'adozione universale di questa interfaccia. |
| Mac-II/Quadra                        | 1987                 | DB15F                             | Analogico            | 1152 × 870 @ 75                                                            | Macintosh | Queste due interfacce video sono molto simili alla VGA ma non supportano l'identificazione del monitor. Alcune workstation Sun utilizzavano 4 connettori BNC per trasferire il segnale video RGBS o 5 connettori BNC per trasferire il segnale video in formato RGBHV.                                                |
| 13W3                                 | 1990?                | DB13W3                            | Analogico            | 1152 × 900 @ 76                                                            | Workstation della SUN | Queste due interfacce video sono molto simili alla VGA ma non supportano l'identificazione del monitor. Alcune workstation Sun utilizzavano 4 connettori BNC per trasferire il segnale video RGBS o 5 connettori BNC per trasferire il segnale video in formato RGBHV.                                                |
| Video a componenti (video component) | Anni novanta         | 3 RCA o 3 BNC                     | Analogico            | 1920 × 1080 @ 60                                                           | Elettronica di consumo | Utilizzato specialmente nel mercato americano. In Europa nel mercato di fascia alta si preferisce RGBHV. |
| RGBHV                                | Anni novanta         | 5 BNC o HD15F (VGA)               | Analogico            | 1920 × 1080 @ 60                                                           | Elettronica di consumo o video professionale analogico. | |
| D-Terminal                           | 1993-4               | Apple-AAUI                        | Analogico            | 1920 × 1080 @ 60                                                           | Utilizzato per l'elettronica di consumo in Giappone | Utilizza video a componenti, specifica la risoluzione mediante un segnale in variazione di tensione. |
| DVI                                  | 1999                 | DVI                               | Entrambi             | 2560 × 1600 @ 60                                                           | Interfaccia ormai standard su tutte la più recenti schede video e sui monitor recenti                                                                                    | è utilizzabile praticamente per tutte le connessioni video dei computer. Opzionalmente supporta HDCP. È adatto solo al trasporto di video non compresso. |
| ADC                                  | 2000                 | Apple-ADC                         | Entrambi             | 2560 × 1600 @ 60                                                           | Computer della Apple | È un connettore proprietario compatibile elettricamente con la segnalazione DVI. |
| HDMI                                 | 2003                 | HDMI Tipo A/C                     | Digitale             | 2560 × 1600 @ 75                                                           | Tutti i sistemi A/V digitali e diverse schede video | È obbligatorio il supporto di HDCP. |
| DisplayPort                          | 2007                 | 20-pin (esterno) 32-pin (interno) | Digitale             | 2560 × 1600 @ 75                                                           | I primi monitor e le prime schede video sono state prodotte nel giugno 2008. Sarà utilizzato anche per le comunicazioni interne ai computer dotati di display integrato. | DisplayPort ha introdotto una codifica di protezione dei contenuti AES a 128-bit in sostituzione a HDCP. La versione 1.3 di DisplayPort ha aggiunto il supporto per HDCP. |
| super MHL                            | 2010                 | 32-pin                            | Digitale             | 7680×4320 @ 120                                                            | Nuovi sistemi A/V digitali | Il 6 gennaio 2015 viene annunciato lo standard super MHL per abbattera la soglia dell'HDMI (4K 60fps). Ad oggi però sono ancora pochi i prodotti che utilizzano tale standard. |

## Tipi di connettori
In questa tabella si possono trovare i principali connettori utilizzati nelle interfacce video.
| Immagine                | Nome del connettore          | Famiglia                                  | Utilizzato per | Note |
| ----------------------- | ---------------------------- | ----------------------------------------- | --- | --- |
| Connettore RCA          | RCA                          | Elettronica di consumo                    | Ampiamente utilizzato nell'elettronica di consumo per trasportare quasi tutti i tipi di segnali audio (sia analogico che digitale) e video analogico.                             | Un connettore viene utilizzato per ciascun canale trasportato. |
| Connettore SCART        | SCART                        | Elettronica di consumo                    | Televisori e dispositivi video che ad esso si connettono. È utilizzato solo in Europa.                                                                                            | Singolo connettore che porta segnali audio/video in modo bidirezionale. Il segnale è audio stereofonico, il segnale video può essere video composito o RGB. Alcuni dispositivi inviano su questo connettore anche un segnale S-Video ma il supporto di S-Video non è standard e utilizza i conduttori utilizzati per il video composito e il rosso, quindi non può operare contemporaneamente a RBG e Video Composito mentre questi ultimi due possono essere trasmessi contemporaneamente sullo stesso connettore. |
| Connettore d'antenna    | Connettore d'antenna         | RF                                        | Sulla maggior parte dei dispositivi video connessi all'antenna terrestre in tutto il mondo.                                                                                       | Non è un vero connettore video ma è stato utilizzato come tale per poter connettere alcuni fra i primi computer da casa o videoregistratori ai televisori in quanto era l'unica connessione possibile sui vecchi TV. Questo connettore, come connettore d'antenna, è già stato sostituito nell'America Settentrionale dal connettore F che offre una corretta impedenza. |
| Connettore D-Terminal   | D-Terminal                   | Elettronica di consumo                    | In Giappone per il mercato dell'elettronica di consumo per il trasporto di video analogico anche HD.                                                                              | Ha sostituito i connettori RCA. |
| Connettore BCN          | BNC                          | RF e video professionale                  | Nell'elettronica professionale per il trasporto dei segnali video in alternativa ai connettori RCA. Trasporto del segnale video digitale Serial Digital Interface (SDI) e HD-SDI. | Impedenza a 75 Ω per i segnali video ad esempio con cavi RG59 e RG6. Impedenza a 50 Ω per i segnali dati tipo Ethernet su cavo RG-58. Impedenza a 93 Ω per cavo RG62. |
| Connettore VGA          | VGA                          | Video per computer                        | Impiegato su tutti i PC fin dal 1987 e su molti altri computer come connettore per video analogico.                                                                               | Solo in questi ultimi anni lo si sta sostituendo con connettori DVI. |
| Connettore DB-15        | Connettore Video della Apple | Video per computer                        | Segnale compatibile a VGA ma connettore differente utilizzato su tutti i computer Apple Macintosh costruiti prima del 1998.                                                       | |
| Connettore video 13W3   | 13W3                         | Video per computer                        | Segnale compatibile a VGA ma connettore differente utilizzato su molte workstation SUN.                                                                                           | Lo stesso connettore è stato anche utilizzato da 3Com per l'alimentazione ridondata sulla famiglia di switch 3300. |
| Connettore DVI-D        | DVI                          | Video per computer                        | Presente sulla maggior parte dei PC e molti altri computer oggi in commercio. | Questo connettore può trasportare sia un segnale analogico sia uno digitale, anche contemporaneamente. Il segnale digitale può essere single link o dual link. |
| Connettore HDMI         | HDMI                         | Elettronica di consumo                    | Dispositivi video HD digitali. | Trasporta video digitale fino alla risoluzione 1080p nella versione single link. La segnalazione video è compatibile con quella DVI-D ma sul canale I²C viene codificato anche l'audio digitale multicanale. |
| Connettore Display Port | DisplayPort                  | Video per computer Elettronica di consumo | Trasporto di segnale digitale o analogico. | Trasporta video digitale fino alla risoluzione 2560 × 1600 e audio multicanale. |